# Otacilia jiandao
Espèce
Otacilia jiandao est une espèce d'araignées aranéomorphes de la famille des Phrurolithidae.

## Distribution
Cette espèce est endémique du Hunan en Chine,. Elle se rencontre dans le xian de Yizhang.

## Description
La femelle holotype mesure 4,06 mm.

## Publication originale
- (en) Keke Liu, Xiang Xu, Yonghong Xiao, Haiqiang Yin et Xianjin Peng, « Six new species of Otacilia from southern China (Araneae: Phrurolithidae) », Zootaxa, vol. 4585, no 3,‎ 15 avril 2019, p. 438–458 (ISSN 1175-5326, e-ISSN 1175-5334).